# Базелево
Базе́лево (рос. Базелево, башк. Базелев) — присілок у складі Федоровського району Башкортостану, Росія. Входить до складу Дідовської сільської ради.
Населення — 1 особа (2010; 3 в 2002).
Національний склад:
- росіяни — 100%